# Los H.H.
Los H.H. fue un grupo vocal español de la década de los sesenta integrado por los hermanos Jaime, Fermín y Carlos Hermoso Asquerino. El nombre del grupo se corresponde con las siglas de "Hermanos Hermoso".

## Vida antes de la música
Fermín, Carlos y Jaime Hermoso Asquerino nacieron en Sanlúcar de Barrameda (Cádiz) a lo largo de la década de los años 40, siendo residentes en Sevilla desde su niñez.
Provienen de una familia de artistas donde había, dramaturgos, violinistas y concertistas de piano. Su madre les marcó para su futura vida artística, por ello fue natural que cuando fueron creciendo tendieran a la vida artística.
En la coral de sus colegios, Carlos era solista tenor, Jaime destacó como tiple solista y Fermín también fue solista.
Nunca se dedicaron de lleno a la música, pues realizaron sus estudios y después cada uno compaginó su vida profesional con la vida artística (verdadera vocación de los tres hermanos).
Fueron casi una excepción, digamos que incalificable, dentro del mundo de la música de los sesenta, pues mientras la mayoría de los grupos eran de cuatro o cinco componentes o simplemente dúos, ellos fueron tres y además su música estaba basada principalmente en las voces.
Aunque en sus numerosas grabaciones estaban acompañados por diversas orquestas, en sus actuaciones en directo se acompañaban habitualmente solo con dos guitarras eléctricas o acústicas. 

## Vida artística
Fermín (voz y guitarra), Carlos (voz grave del grupo y escritor) y Jaime (voz, guitarra y arreglista de las voces), debutaron en el año 1960 con el nombre de "Los Sanluqueños" y posteriormente decidieron llamarse "Los Hermanos Heras", extraído de las iniciales de sus apellidos "Hermoso Asquerino". Pero fue a principios de 1960, en La Venta Real de Sevilla, cuando se produjo su debut profesional. A partir de entonces empezaron a actuar por Andalucía como "Los Hermanos Heras", hasta que un día, cantando en "Las Piscinas Neptuno" de Granada, los vio actuar casualmente una persona vinculada a la discográfica Hispavox y les pidió una cinta grabada con canciones para enviarlas a la casa de discos en Madrid.
Ahí empezó todo, firmaron un contrato con la casa de discos y todo aquello fue muy rápido, éxitos constantes, multitud de actuaciones por toda España, televisión, radio, anuncios y diferentes medios. Además de España, sus discos se editaron en varios países de Sudamérica y Centroamérica, destacando su repercusión en Venezuela y en México. En 1961 realizan su primera grabación con la casa Hispavox en la que se mantuvieron hasta 1965. De sus primeros años en la casa, destacan versiones de canciones de autores extranjeros como: "Surfside 6", "El twist de la risa", "Sabor a nada", "Tell Laura i love her", "Capri c´est fini", "Las cerezas", "El ritmo de la lluvia" y especialmente "Escucha Cowboy", de gran éxito en España durante los años 60 y que los acompañó en sus actuaciones en directo hasta la última, en el verano del año 2007 (Sanlúcar de Barrameda).
Debutaron en TVE en el año 1961, apareciendo en los programas de mayor difusión en aquellos años: "Gran Parada", "Galas del Sábado", "Tele-ritmo", "La casa de los Martínez" ... En cuanto a la Radio, es destacable sus constantes apariciones en los programas nacionales de mayor relevancia como: "Cabalgata fin de semana" con José Luis Pécker y Bobby Deglané o con Raúl Matas tanto en TVE (Buenas tardes) como en su famoso musical "Discomanía".
Fueron incluidos en una votación popular telefónica entre los "100 famosos de Sevilla". Esta votación se extendía a todos los estatus sociales y profesionales, incluyéndose en ellos, toreros, cantantes, músicos, cardenales, duquesas, guitarristas, cantaores, bailaores ...
Les surgió la oportunidad de ir a Argentina a muy temprana edad, pero decidieron compaginar su vida artística con los estudios y posteriormente dedicarse a sus familias.
Cuando ya llevaban editados seis 'EP' , se interesó por ellos la discográfica "Philips", con la que firmaron un contrato que les ligó a ella durante varios años y donde obtuvieron los mayores éxitos de venta y popularidad. Hay que recordar su canción más emblemática, compuesta por Fermín, "Aquel amanecer de Mayo". También destacar la versión de "Aleluya Nº1" de Luis Eduardo Aute, que junto con la anterior, eran temas obligados en las presentaciones en directo. Editaron también "Río sin fin", versión castellana de la célebre "River deep mountain high" de Tina Turner, "Libre" (Born free), "La mañana" , "El amor no tiene fin", "Melodía desencadenada" , "Lady Jane" ...
Esta etapa fue también la más prolífica en cuanto a creación propia. Aparte de la citada "Aquel amanecer de Mayo", cabe resaltar en esta faceta de autores: "Mis memorias", "Mi Andalucía", "Nuestro pueblo", "La aldea vacía", "El campesino" y "Un día de aquel verano", composiciones en las que participaban Fermín y Jaime en la música y Carlos en las letras. Merecen destacarse dos 'LP' dedicados al folklore sudamericano con versiones inolvidables como: "Alma corazón y vida", "Maria Chuchena", "El crucifijo de piedra", "A grito abierto", "Piedra y camino", "Sombras", "Limeña", "El Alazán" ...
Un apartado que cuidó mucho el grupo fue la de adaptar temas de música clásica a sus voces, con letras habitualmente de Carlos, y Jaime haciendo los arreglos de voces y adaptaciones. Ejemplo de esto podemos citar: "El lago de los cisnes" y "Sinfonía de amanecer" (Tchaikowsky) y "Aria para un adiós" (J.S. Bach). Hasta aquí transcurrió la vida artística de manera continuada de Los H.H., ya que a finales de los años 80 y de manera progresiva se produjo la disolución "teórica" del grupo debido fundamentalmente a sus obligaciones laborales en las distintas empresas para las que trabajaban por aquel entonces.
Aun así, el contacto con su mundo, la música, siempre estuvo presente en sus vidas y nunca abandonaron su faceta de composición. Esporádicamente Jaime, con algunas actuaciones en Pub's de Sevilla y de Sanlúcar de Barrameda y sobre todo Fermín, haciendo actuaciones en solitario de vez en cuando a lo que se le suma la grabación de un par de discos con canciones propias.

## Nueva etapa artística
Más tarde de esa 
.
disolución, surgió la unión de Jaime y Fermín que formaron el grupo "Jayfer". Grabaron un 'LP' para el nuevo sello sevillano "Surcosur" con canciones compuestas por ambos integrantes. "Jayfer" tuvo una actividad muy breve y tras un par de actuaciones en televisión, algunos conciertos esporádicos y su actuación en Bruselas representando a España en el "Festival del Emigrante" desaparecieron como tales. Cabe destacar el lograr situar la canción "Lady pensativa" dentro de los 40 principales de la Cadena SER.
Simultáneamente con "Jayfer", de los pequeños hijos del grupo surgieron en esa época sucesivamente varios grupos infantiles. Entre Fermín y Jaime crearon el grupo "Colorines", que lideró Carlos Hermoso (hermano de Fermín y Jaime) como personaje principal con el nombre de "Charly". Con algunos hijos y sobrinos de Los H.H. grabaron un disco titulado "Colorines" con canciones compuestas en su mayoría por Fermín y Jaime. El tema "Los números" se hizo muy popular y el grupo actuó con frecuencia en programas de Televisión y en presentaciones personales, siendo muy recordada la actuación continuada en el programa infantil de TVE  "La cometa Blanca".
Participaron como colaboración especial en un 'LP' de "Los Cantores de Híspalis" con la canción "Vamos al cole". Posteriormente el grupo cambió varias veces de formación, pero ya con menor repercusión popular hasta su desaparición. Anteriormente, Fermín Hermoso y sus tres pequeños formaron "Tres con Papi" grabaron un disco con canciones del propio Fermín. A su vez, junto a sus dos hijas, grabaron un disco con el nombre de "Barrameda" y actuaron en Canal Sur TV.
Jaime con su hija, bajo el nombre de "Papá y yo", también editaron otro disco de temas infantiles compuestos por Jaime y que presentaron en la TVE en Andalucía.

## Vuelven Los H.H.
Posteriormente y siempre solapando su actividad artística con la actividad profesional en las empresas para las que trabajaban, Los H.H. reaparecieron de nuevo grabando un nuevo 'LP' para otro nuevo sello Sevillano (Senador) con el título genérico "Los H.H 15 años después"  (1985). Se podría destacar una adaptación en español que el trío realizó del tema "Little darling´" del grupo The Diamonds bajo el nombre "Mi querida pequeña", que ha sido durante más de 40 años canción de apertura en todos los shows en directo donde han participado y una magnífica versión de la canción "Yolanda" de Pablo Milanés, que dieron lugar a diversas presentaciones en distintos programas de televisión. Todo ello los llevó a reaparecer en público en varias actuaciones a las que nunca faltaban sus numerosos seguidores. En este LP hay varias canciones de Jaime y Fermín y una versión de la canción de Leonard Cohen "The vals" a la que Carlos puso la letra en castellano.
Tras otro largo paréntesis Los H.H. vuelven a aparecer en 1995 con un nuevo disco titulado "Qué pasó con...", en el que se incluían nuevas versiones de canciones de los 60 y 70 y algunas canciones nuevas. Este disco fue el último que grabaron y al que los propios artistas consideran de los mejores de su carrera.

## Fuera de la música
En los años 2003 y 2004 Fermín presentaba un programa semanal llamado "El Picú" en Giralda TV acompañado por su hija. Allí en varias ocasiones estuvieron Los H.H., conversando y cantando sintiéndose como en su propia casa. En esta época salían con mucha frecuencia en distintos canales de televisión. En Canal Sur eran muy frecuentes sus apariciones, lo mismo que TVE y en Cadenas locales de Andalucía .El tema más representativo del disco se llamó "Ay Sanlúcar", tema de Fermín con la estructura de unas sevillanas, en el que se describe con detalle las bellezas de su pueblo natal. Fermín Hermoso se embarcó en la inauguración del "Pub Hhache" (2002) en la calle Torneo en Sevilla. Se mantuvo abierto varios años y durante ese tiempo fue centro de reunión de un público que disfrutaba con los conciertos en directo que cada mes realizaban allí Los H.H. y que dejaron un recuerdo imborrable.
Desde entonces se han reeditado numerosos discos recopilatorios de sus mayores éxitos, tanto en Hispavox, Philips, Surcosur, Senador … Carlos independientemente de su participación en el grupo, siempre fue fiel a su vocación de escritor y poeta, recibiendo diversos premios a su obra literaria y no olvidando su participación en la composición de multitud de letras de canciones del grupo.
Editó dos libros de poemas: "Asignaturas que nunca aprobé" y "Toda una vida" (Antología). Además, perteneció al prestigioso círculo literario "Noches del Baratillo". Jaime, su hermano, formó un tándem con él dando vida en forma de música a gran número de sus poemas. Dejó inconclusa su primera novela, y sin publicar, innumerables poemas y artículos. Hizo distintas presentaciones públicas de sus escritos, dando conferencias y declamando sus poemas. Carlos falleció repentinamente a los 66 años el 20 de diciembre de 2008 al poco tiempo de que Los H.H. dieran, sin saber aún lo que ocurriría posteriormente, su último concierto. Casualmente fue en su tierra natal en agosto de 2007 (Sanlúcar de Barrameda), en el Castillo de Santiago.
En los últimos años, Jaime se dedica a grabar versiones orquestales de temas propios que grabó en su versión cantada hace unos años.
Fermín, combinando su dedicación a la música con la de pintor, ha realizado varias exposiciones al respecto. Ha extendido en los últimos años su faceta artística exponiendo periódicamente junto a sus pinturas, figuras de bronce y de cerámica.
Actualmente Fermín y Jaime se encuentran haciendo incursiones en la composición de música clásica.

## Distinciones y reconocimientos
En los últimos años Los H.H. han tenido el orgullo de recibir distintos reconocimientos como premio a su trayectoria artística a lo largo de toda su vida. Los más importantes han sido:
- 2004: Giraldillo de honor (Real Círculo de Labradores)
- Mayo de 2013: Ayto. de Sanlúcar de Barrameda - Descubrimiento de un azulejo mosaico con el nombre de " Los H.H." en céntrica plaza de su tierra natal Sanlúcar de Barrameda.
- Julio de 2013: Ayto. de Sevilla - Nombramiento de hijos adoptivos del barrio de Triana (Sevilla).
- Junio de 2016: Ayto. de Sevilla-  Descubrimiento de un azulejo mosaico en la barriada de Triana (Sevilla) donde han vivido la mayor parte de sus vidas.

## Discografía

### 1 - EP

#### En Hispavox
- "Escucha cowboy" / "Pobre ídolo" / "Que pronto me enamoré" / "Tres chicos españoles" (1962)
- "El twist de la risa" / "Sucedió en Atenas" / "Bat Masterson" / "Si o no" (1963)
- "El ritmo de la lluvia" / "El burrito organillero" / "Dile a Laura que la quiero" / "Dando palmas" (1963)
- "Sabor a nada" / "Surfside 6" / "Chócala" / "Porque" (1964)
- "Amen" / "Las cerezas" / "Tanto amor" / "Ayer" (1965)
- "El santo" / "Capri se acabó" / "Yesterday" / "Lo que es amor" (1965)

#### En Philips
- "Aquel amanecer de mayo", "Río sin fin", "Vete donde quieras" y "La tonada del viejo amor" (1966)
- "Lady Jane", "Melodía encadenada", "Georgy Girl" y "Tema para un recuerdo" (1967)
- "Libre", "Aleluya Nº1", "Mis pensamientos" y "El lago de los cisnes" (1967)
- "Esa vieja voz", "Canto a la vida", "No perdamos la esperanza" y "Que dirán de mí" (1967)

### Sencillos
- "Nuestro pueblo" / "Si tu eres libre, yo también" (Philips, 1968)
- "Aria para un adiós" / "I believe" (Philips, 1968)
- "Preserven el parque" / "Me siento extraño" (Philips, 1968)
- "Parece mentira" / "Un día de aquel verano" (Philips, 1969)
- "La flor de mi jardín" / "Mi andalucía" (Philips, 1969)
- "Mis memorias" / "El amor no tiene fin" (Philips, 1969)
- "Letanías de verano" / "Yo no quiero Whisky" (Philips, 1970)
- "Yo soy el mar y tú eres la playa" / "Era tanta gente" (Philips, 1970)

### 2 - LP
- Los H.H. en escena (Philips, 1968)
- Los H.H. (Philips, 1969)
- Los H.H. cantan a Hispanoamérica, con Los Gemelos (1970)
- Los H.H. cantan a Hispanoamérica (1971)
- Melodía encadenada (Philips, 1971)
- Los H.H., recopilación (Hispavox, 1983)
- Quince años después (Senador, 1985)
- Los H.H., recopilación (Philips, 1986)

### 3 - CD
- ¿Qué pasó con?...Los H.H. (Producciones AR, 1995)
- Los Ep's originales en Hispavox (Ramalama, 1996)
- Todas sus grabaciones en Discos Philips (Ramalama, 2000)